# هيكل الدخول (علم الحاسوب)
تستخدم هياكل الدخول في دراسة النظام الأمني حيث يتطلب العديد من الأطراف إلى العمل معا للحصول على الموارد. وتسمى مجموعات الأطراف التي يتم منحها حق الدخول؛ المؤهلين. ويشار اليهم في نظرية المجموعات بمجموعات المؤهلين. وبالتالي، فان المجموعة التي تشمل جميع مجموعات المؤهلين تُسمى هيكل الدخول للنظام. وبشكل أقل رسميا فهي وصف لمن هم بحاجة إلى التعاون مع أشخاص أخرى ن من أجل الدخول إلى المورد. وفي استخدامها الأصلي في علم التعمية، كان المورد سر مشترك بين المتشاركين. وقد كانت مجموعات المتشاركين الفرعية فقط المنضمة في هيكل الدخول، قادرة على إضافة اشتراكاتهم لإعادة تحسب السر. وبشكل أكثر عمومية، يمكن أيضا أن يكون المورد مهمة يمكن لمجموعة من الناس إكمالها معا، مثل إنشاء توقيع رقمي، أو فك شفرة رسالة مشفرة.
فمن المعقول افتراض أن يكون الدخول إلى الهياكل بشكل فردي، بمعنى أنه إذا كانت المجموعة الفرعية «س» منضمة في هيكل الدخول، فكافة المجموعات التي تحتوي على «س» كمجموعة فرعية تشكل أيضا جزءا من هيكل الدخول.